# 1st California Cavalry
Le 1st Regiment California Volunteer Cavalry est un régiment de cavalerie de l'armée de l'Union pendant la guerre de Sécession. Il est d'abord formé de cinq compagnies en tant que premier bataillon du 1st Regiment California Volunteer Cavalry entre août et le 31 octobre 1861 au camp Merchant près d'Oakland. Une fois le bataillon organisé, il est envoyé en Californie du Sud, trois compagnies étant stationnées au camp Latham (en), près de Los Angeles, et deux au camp Carleton près de San Bernadino. Du 20 au 29 novembre 1861, un détachement sous les ordres du second lieutenant C. R. Wellman est stationné au camp Wright, et poursuit et capture le groupe de Dan Showalter (en) à l'ouest de la vallée de San José et du ranch de Warner (en). Le bataillon reste en Californie du Sud jusqu'au printemps 1862, lorsqu'il fait partie de la colonne de Californie, et forme la force avancée de celle-ci pendant la marche vers le territoire du Nouveau-Mexique et le Texas. En 1863, le régiment atteint sa pleine force lorsque sept compagnies supplémentaires sont levées pour le porter à un effectif complet de douze compagnies. Les cinq compagnies organisées en premier sont libérées le 31 août 1864, le terme des engagements de la plupart des hommes ayant expiré. Deux nouvelles compagnies, B et C, sont organisées au Nouveau-Mexique, par consolidation des quelques hommes dont la durée de service n'a pas expiré, et par de nouveaux engagements, et deux nouvelles compagnies sont levées en Californie, A et E, qui, une fois que leur organisation est complétée, sont envoyées en Arizona. Toutes les compagnies du 1st Volunteer Cavalry (compagnies B, C, F, G, H, K et M) stationnées au Nouveau-Mexique et au Texas, reçoivent l'ordre de se rassembler à Baird's Ranch, près d'Albuquerque, pour être libérées du service, pendant le mois de septembre 1866. La compagnie M est la dernière libérée le 30 septembre 1866. Le 1st Volunteer Cavarly Regiment passe tout son temps de service dans l'ouest américain en Californie, le territoire du Nouveau-Mexique et le Texas.

## Commandants du 1st California Cavalry
| Grade (USV)        | Nom                      | Début             | Fin               |
| ------------------ | ------------------------ | ----------------- | ----------------- |
| Colonel            | Benjamin F. Davis (en)   | 19 août 1861      | 1er novembre 1861 |
| Lieutenant colonel | Edward E. Eyre           | 1er novembre 1861 | 30 novembre 1862  |
| Colonel            | David Ferguson           | 30 novembre 1862  | 6 novembre 1863   |
| Colonel            | Oscar M. Brown           | 6 novembre 1863   | 31 décembre 1865  |
| Lieutenant colonel | Clarence E. Bennett (en) | 31 décembre 1865  | 19 octobre 1866   |
| Commandant         | William McCleave (en)    | 19 octobre 1866   | 21 octobre 1866   |

## Affectations des compagnies
- Compagnie A : en octobre 1861, elle est envoyée au camp Carleton dans le  comté de San Bernardino en provenance d'Oakland. Elle y est en service jusqu'au 1er mars 1862. Elle part pour fort Yuma puis à Stanwix Rancho le 16 mars. Le 29 mars 1862, elle a une  escarmouche à dix kilomètres (six miles) au-delà de Stanwix Rancho sur la rivière Gila. Un petit groupe de la compagnie sous les ordres du lieutenant James Barrett est engagé dans un combat à Picacho Pass au cours duquel lui et deux autres hommes sont tués et 3 blessés le 16 avril 1862.
- Compagnie B
- Compagnie C
- Compagnie D
- Compagnie E : en octobre 1861, elle est envoyée au camp Wright. Du 20 au 29 novembre 1861, le second lieutenant C. R. Wellman poursuit et capture le groupe de Daniel Showalter (en) près de ranch de Warner (en), à l'ouest de la vallée de San José.
- Compagnie F : elle entre en service au camp Stanford le 31 octobre 1863.
- Compagnie G :  elle entre en service au camp Stanford le 12 juin 1863.
- Compagnie H
- Compagnie I
- Compagnie J
- Compagnie K : elle est organisée au Camp Merchant, à Oakland en Californie ; elle part pour le Camp Morris en octobre 1863, à San Bernadino. Elle se rend aux Drum Barracks en décembre 1863. Elle part pour Tucson, dans le territoire de l'Arizona en février 1864, puis pour le Camp Valverde et le fort Craig, dans le territoire du Nouveau-Mexique à la fin mars 1864, arrivant en avril et y restant jusqu'à ce qu'elle parte pour fort Union en août. Elle part pour Cottonwood Springs en octobre et revient au fort Union en décembre 1864, restant là jusqu'en mai 1865 lorsqu'elle part pour le  camp près de fort Larned, au Kansas où elle reste jusqu'à son départ pour le camp à Lower Cimarron Springs en août 1865. Elle retourne au fort Union en novembre 1865, partant pour le  Camp Lincoln au Nouveau-Mexique en décembre 1865 où elle stationne jusqu'en mai 1866 avant de revenir au fort Union le 30 juin 1866. La compagnie est rassemblée à Baird's Ranch, près d'Albuquerque, pour être libérée du service, pendant le mois de septembre 1866.
- Compagnie L
- Compagnie M : elle est organisée au camp Union, en Californie, le 1er juillet 1863. Elle part pour Tucson via les Drum Barracks (quartiers Drum), en février 1864. Elle est au camp Goodwin, dans le territoire de l'Arizona le 31 mars 1864. Elle stationne à Las Cruces, au Nouveau-Mexique d'avril à octobre 1864, puis part pour ranch Hatch au Nouveau-Mexique. Elle part pour le camp à Blue Water Creek en novembre 1864 et participe à l'expédition contre les Kiowas et les Comanches, près du fort Bascom, au Nouveau-Mexique en décembre 1864. Elle retourne alors à Las Cruces en janvier, y restant jusqu'en mai 1865 lorsqu'elle part pour le fort Selden, puis au fort Craig en juin, retournant au fort Selden jusqu'en septembre 1866 lorsqu'elle part pour Baird's Ranch pour être libérée du service le 30 septembre 1866. C'est la dernière compagnie à quitter le service actif.

## Sources
: document utilisé comme source pour la rédaction de cet article.
- (en) J. D. Young, « 1st Regiment of Cavalry, California Volunteers », The California State Military Museum
- Adjutant General's Office, Records of California men in the war of the rebellion 1861 to 1867, Sacramento, State Office, 1890 (lire en ligne), p. 68-167.